# Ceratellopsis asphodeli
Ceratellopsis asphodeli är en svampart som beskrevs av Corner 1950. Ceratellopsis asphodeli ingår i släktet Ceratellopsis och familjen Gomphaceae.   Inga underarter finns listade i Catalogue of Life.